# 北葉山英俊
北葉山 英俊（きたばやま ひでとし、1935年5月17日 - 2010年7月20日）は、北海道室蘭市出身で時津風部屋に所属した大相撲力士。本名は山田 英俊（やまだ ひでとし）。最高位は東大関。

## 来歴
1935年5月17日に北海道函館市で生まれ、すぐに室蘭市へ転居した。双葉山定次に憧れて中学校では相撲部の主将を務め、道内各地の大会で活躍していたが、卒業後は家計を助けるために3年間は富士製鉄の下請けをする管組で勤務しながら鍛冶屋へ奉公に出た。1954年3月に奉公が終わったことで角界入りする意思を伯父に伝えて相談すると、賛成されると同時に助言してくれたが、両親は許可を出しそうに無かったことで家出同然で親友の自宅で弁当を作ってもらい、それを持って職場の同僚に駅まで送ってもらって青函連絡船と列車に乗り、上京した。目指すは以前から憧れていた双葉山定次が親方を務める時津風部屋だったが、毎年3月は大阪場所の開催月であることから力士・親方は全員が大阪に行っており、そのことを忘れていた英俊少年が東京の時津風部屋を訪ねても、留守番をしていた鏡里喜代治の父親しかいなかった。そこで大阪の宿舎の住所を聞いてから大阪へ向かい、大阪の宿舎で同郷の双ツ龍徳義に会うも「ワシが帰りの切符を買ってやるから室蘭へ帰れ」と一旦は断られるもしぶとく居座っていると、宿舎に戻ってきた時津風から入門を許可され、正式に時津風部屋へ入門、同年5月場所で初土俵を踏んだ。四股名は故郷・北海道と双葉山に因んで「北葉山」とした。
身体の小ささで当初は期待されていなかったが、新序を全勝で通過すると、序ノ口を飛び越えて序二段で8戦全勝と圧倒的な強さを誇り、その後も三段目・幕下で全勝優勝、1958年3月場所で新十両昇進を果たすと14勝1敗で優勝を果たし、1958年11月場所で新入幕を果たした。この間に鏡里喜代治の猛稽古に耐えたおかげとも言える。
入幕後も着実に実力を上げていき、1959年7月場所では小結に昇進、これ以降2年・12場所に渡って三役から陥落することはなかった。三役で好成績を続けていた時期の北葉山は発展途上の大鵬から白星をもぎ取る活躍も見せていた（後述）。1961年5月場所で11勝4敗の好成績を挙げ、大関へ昇進した。だが、大関に昇進する直前3場所の成績は8勝・9勝・11勝の合計28勝に留まり、後年の文献で当時の昇進基準が「直近3場所30勝が一応の目安」とされていることが明らかとなったが、それを考えても幸運な昇進であった。実際、北葉山より後に大関へ昇進した力士で、昇進前の成績が北葉山より劣っていた力士はいない。
大関昇進後は1963年7月場所において初日から13連勝を達成し、佐田乃山晋松との優勝決定戦を制して13勝2敗で初優勝を果たした。初優勝を決めた取組は、佐田乃山の右前ミツを引いて一気に出る、意表を突く攻めを見せての寄り切り、という内容であった。綱取り場所となった同年9月場所は極度の緊張から初日の廣川泰三戦で敗れたほか、8日目の出羽錦忠雄戦、9日目の柏戸剛戦と連敗したことで綱取りの夢は途絶えた。それでも翌年の5月と7月に連続して12勝を挙げるなど、綱取りへの期待を持たせていたが、1965年になると怪我などの影響で衰えが目立ち、当時の大関の年間敗戦数ワースト1位（現在は2位）となる46敗を記録。そして大関30場所目となった1966年5月場所を最後に現役を引退した。大関在位30場所は史上1位（当時、現在は栃東大裕と並び史上12位タイ）の記録である。
現役引退後は年寄・枝川を襲名し、時津風部屋の部屋付き親方として後進を指導する一方、長く審判委員を務めた1994年には同門の鏡山のあとを受けて日本相撲協会の理事に就任、九州場所部長も務めた。1998年に初めて実施された協会の理事選挙に立候補するが、唯一落選している。その後は役員待遇委員となり、2000年5月16日を最後に停年退職した。
2010年7月20日17時15分、肝臓癌のため死去した。75歳没。

## 人物
左を差して頭をつけ、右を押っつけて粘りに粘る取り口で、土俵際でのうっちゃりも多かった（後述）。時津風部屋入門時のエピソードが物語るように、執念と粘り強さで素質の乏しさを補った。しかし、立合いの「待った」が多く、優勝した1963年7月場所では後半8日間に11回も待ったを掛けたことがある。優勝決定戦に至っては4度も待ったを行ったが、当時の大相撲では待ったは作戦の内として横行していたという。
横綱との対戦では健闘しており、「優勝のカギを握る男」と評された。特に大鵬幸喜との通算対戦成績は11勝24敗で、大鵬戦で通算10勝以上を挙げたのは柏戸（16勝）と彼だけである。初顔合わせから大鵬の大関時代までの期間に限っては6勝5敗と勝ち越している。1963年7月場所での勝利は当時6連覇中だった大鵬の7連覇を阻止するものでもあった。
柏戸にも強く13勝20敗と健闘している。柏戸が横綱に昇進した直後までは北葉山の方が対戦成績をリードしていた。また、栃ノ海晃嘉にも12勝13敗とほぼ互角と健闘しているが、大関昇進前の琴櫻傑將には通算2勝8敗と苦手にしていた。

### うっちゃりの北葉山
北葉山は相手の力を利用することがとても上手く、その中でもうっちゃりは得意手の一つだった。右にうっちゃるように見せて、相手が逆の左側に力を入れるとそちらにうっちゃるため見事に決まった。一気に出る押し相撲の相手、特に柏戸には良く決まった。

## エピソード
- 少年時代から力士を目指していたが、小柄な自分では入門しても大成できないと思い、腕力を付けるために中学卒業後に鍛冶屋に就職、仕事で鉄製のハンマーを振り上げ下ろす作業を右腕・左腕どちらでも軽くこなせるようになってから時津風部屋に入門した。
- 村田英雄と親交があり、村田の代表作である「男の土俵」を作詞する際にモデルとなった。
- 大関昇進直前3場所の成績が良くなかったため、本人も大関に昇進出来ると思っておらず、1961年5月場所の終了後に設定された昇進伝達式当日の朝は自室で熟睡していた。そこへ時津風部屋の部屋付き年寄だった立田川の母親に起こされ、慌てて羽織袴に着替えて伝達式に臨み、使者を出迎えた。
- 13代立田川の鏡里の停年を受けて兄弟子の青ノ里が部屋を継承した際は「50歳を過ぎて部屋を持つなんて、あんた馬鹿だねぇ」と否定的に捉え、これが原因で2人は不仲になったという[要出典]。

## 主な成績
- 通算成績：525勝327敗21休　勝率.616
- 幕内成績：396勝273敗21休　勝率.592
- 大関成績：250勝179敗21休　勝率.583
- 通算在位：66場所
- 幕内在位：46場所
- 大関在位：30場所（当時1位、現在栃東と並び12位タイ）
- 三役在位：12場所（関脇9場所、小結3場所）
- 三賞：3回
  - 殊勲賞：1回（1961年5月場所）
  - 敢闘賞：2回（1960年3月場所・9月場所）
- 雷電賞：1回（1959年1月場所）
- 金星：なし
- 各段優勝
  - 幕内最高優勝：1回（1963年7月場所）
  - 十両優勝：1回（1958年9月場所）
  - 幕下優勝：1回（1958年1月場所）
  - 三段目優勝：1回（1955年5月場所）

### 場所別成績
| | 一月場所 初場所（東京） | 三月場所 春場所（大阪） | 五月場所 夏場所（東京） | 七月場所 名古屋場所（愛知） | 九月場所 秋場所（東京） | 十一月場所 九州場所（福岡） |
| --- | ----------------------- | ----------------------- | ----------------------- | --------------------------- | ----------------------- | --------------------------- |
| 1954年 （昭和29年） | x                       | x                       | 新序 3–0                | x                           | 東序二段54枚目 8–0      | x                           |
| 1955年 （昭和30年） | 東三段目76枚目 6–2      | 西三段目41枚目 4–4      | 西三段目34枚目 優勝 8–0 | x                           | 西幕下46枚目 3–5        | x                           |
| 1956年 （昭和31年） | 東幕下51枚目 4–4        | 西幕下50枚目 6–2        | 東幕下39枚目 5–3        | x                           | 西幕下32枚目 6–2        | x                           |
| 1957年 （昭和32年） | 東幕下21枚目 6–2        | 東幕下9枚目 5–3         | 西幕下5枚目 6–2         | x                           | 東幕下筆頭 3–5          | 東幕下4枚目 3–5             |
| 1958年 （昭和33年） | 東幕下10枚目 優勝 8–0   | 東十両18枚目 10–5       | 東十両13枚目 11–4       | 東十両5枚目 10–5            | 東十両筆頭 優勝 14–1    | 西前頭13枚目 9–6            |
| 1959年 （昭和34年） | 東前頭10枚目 11–4       | 西前頭4枚目 8–7         | 東前頭3枚目 9–6         | 東小結 8–7                  | 東小結 8–7              | 西関脇 8–7                  |
| 1960年 （昭和35年） | 西関脇 9–6              | 東関脇 10–5 敢          | 東関脇 7–8              | 東小結 11–4                 | 東関脇 11–4 敢          | 西関脇 9–6                  |
| 1961年 （昭和36年） | 東関脇 8–7              | 東関脇 9–6              | 東関脇 11–4 殊          | 東張出大関 8–7              | 東張出大関 8–7          | 西大関 10–5                 |
| 1962年 （昭和37年） | 東大関 8–7              | 西大関 9–6              | 東大関 9–6              | 西大関 9–6                  | 西張出大関 11–4         | 東張出大関 休場 0–0–15      |
| 1963年 （昭和38年） | 西張出大関 9–6          | 東張出大関2 8–7         | 東張出大関 9–6          | 東張出大関2 13–2            | 西大関 10–5             | 西張出大関 8–7              |
| 1964年 （昭和39年） | 西張出大関 9–6          | 西大関 10–5             | 東大関 12–3             | 東大関 12–3                 | 西大関 11–4             | 東張出大関 8–7              |
| 1965年 （昭和40年） | 東張出大関 8–7          | 東張出大関 3–6–6        | 東張出大関 10–5         | 西大関 4–11                 | 東張出大関 8–7          | 東大関 5–10                 |
| 1966年 （昭和41年） | 西大関 8–7              | 西大関 7–8              | 西大関 引退 6–9–0       | x                           | x                       | x                           |
| 各欄の数字は、「勝ち-負け-休場」を示す。 優勝 引退 休場 十両 幕下 三賞：敢=敢闘賞、殊=殊勲賞、技=技能賞 その他：★=金星 番付階級：幕内 - 十両 - 幕下 - 三段目 - 序二段 - 序ノ口 幕内序列：横綱 - 大関 - 関脇 - 小結 - 前頭（「#数字」は各位内の序列） |                         |                         |                         |                             |                         |                             |

### 幕内対戦成績
| 力士名     | 勝数 | 負数 | 力士名 | 勝数 | 負数 | 力士名   | 勝数  | 負数  | 力士名       | 勝数 | 負数 |
| ---------- | ---- | ---- | ------ | ---- | ---- | -------- | ----- | ----- | ------------ | ---- | ---- |
| 朝潮(米川) | 2    | 8    | 浅瀬川 | 2    | 4    | 愛宕山   | 3     | 1     | 一乃矢       | 1    | 0    |
| 岩風       | 19   | 10   | 宇多川 | 3    | 1    | 大瀬川   | 2     | 0     | 大晃         | 11   | 5    |
| 小城ノ花   | 18   | 5    | 海山   | 5    | 1    | 海乃山   | 14    | 4     | 開隆山       | 16   | 4    |
| 柏戸       | 11   | 18   | 金乃花 | 12   | 1    | 北の冨士 | 7     | 7     | 清國         | 7    | 6    |
| 麒麟児     | 1    | 2    | 国登   | 1    | 1    | 栗家山   | 1     | 0     | 高鐵山       | 0    | 1    |
| 琴ヶ濱     | 9(2) | 7    | 琴櫻   | 2    | 8(1) | 佐田の山 | 7(1)* | 18(1) | 信夫山       | 5    | 0    |
| 嶋錦       | 2    | 0    | 大豪   | 23   | 15   | 大鵬     | 11    | 24    | 玉嵐         | 3    | 0    |
| 玉乃海     | 4    | 2    | 玉乃島 | 4    | 7    | 玉響     | 7     | 0     | 常錦         | 5    | 0    |
| 鶴ヶ嶺     | 2    | 0    | 出羽錦 | 11   | 9    | 栃王山   | 2     | 0     | 栃錦         | 0    | 7    |
| 栃ノ海     | 12   | 13   | 栃光   | 20   | 16   | 鳴門海   | 2     | 0     | 成山         | 5    | 1    |
| 羽黒山     | 1    | 0    | 羽嶋山 | 3(1) | 0    | 長谷川   | 3     | 2     | 羽子錦       | 1    | 1    |
| 廣川       | 7    | 3    | 福田山 | 1    | 0    | 房錦     | 15    | 6     | 富士錦       | 19   | 12   |
| 前田川     | 10   | 4    | 松登   | 2    | 1    | 三根山   | 1     | 0     | 宮錦         | 2    | 0    |
| 明武谷     | 10   | 10   | 芳野嶺 | 1    | 1    | 若瀬川   | 0     | 1     | 若秩父       | 17   | 5    |
| 若天龍     | 1    | 1    | 若鳴門 | 1    | 1    | 若ノ海   | 11    | 5     | 若乃花(初代) | 3    | 11   |
| 若前田     | 10   | 2    | 若見山 | 4    | 1    |          |       |       |              |      |      |

- 他に優勝決定戦で佐田の山(当時佐田乃山)に1勝がある。